# Fritz Kleemann
Fritz Kleemann (Bad Homburg vor der Höhe, 24 juni 1901 - aldaar, 1 januari 1975) was een Duits fabrikant van inbouwmotoren en motorfietsen.
Zijn ouders waren Friedrich Kleemann (1878-1948) en Maria Zeuner (1875-1959). Friedrich was na de dood van oprichter Jean Emil Leonhardt in 1918 eigenaar geworden van de Rex-Konservenglas-Gesellschaft, een weckglasfabriek in Bad Homburg. Hij was ook aandeelhouder van de Motorenfabrik Oberursel AG. 
Na zijn studie reisde Fritz naar de Verenigde Staten, waarvan hij in 1920 terugkeerde. Hij ging bij Opel en bij de chemische fabriek Griesheim Elektron werken, maar hij trad al snel toe in de leiding van de weckglasfabriek. Fritz was echter een gepassioneerd auto- en motorcoureur en het was al snel duidelijk dat hij weinig interesse in de weckglazen en -ketels had. Fritz wilde een eigen motorfietsmerk opzetten en daarvoor kreeg hij alle steun van zijn vader. Friedrich Kleemann stelde als eerste een leegstaande fabriekshal ter beschikking. Fritz kocht door Eduard Freise ontwikkelde 68cc-Gnom-hulpmotortjes van de Motorenfabrik Oberursel en ging die in bestaande fietsframes monteren. De Motorenfabrik Oberusel ging echter op in de Gasmotorenfabrik Deutz, maar om de hulpmotorenproductie in eigen huis te houden werd Eduard Freise directeur van een dochteronderneming, de Columbus Motorenbau AG. Freise ontwikkelde nog een grotere motor, de 248cc-Columbus AIM-zijklepmotor. 
Fritz Kleemann zag in deze AIM-motor een mogelijkheid om in plaats van gemotoriseerde fietsen echte motorfietsen te gaan produceren. In Bad Homburg had hij de middelen echter nog niet om deze te bouwen. Daarom kocht hij frames bij de Maschinenfabrik Stein in Frankfurt am Main, waar de Dolf-motorfietsen werden gebouwd. Dat verklaart waarom de frames van Kleemann ook toen hij ze zelf produceerde nog veel op Dolf-frames leken.

## Horex-Columbus

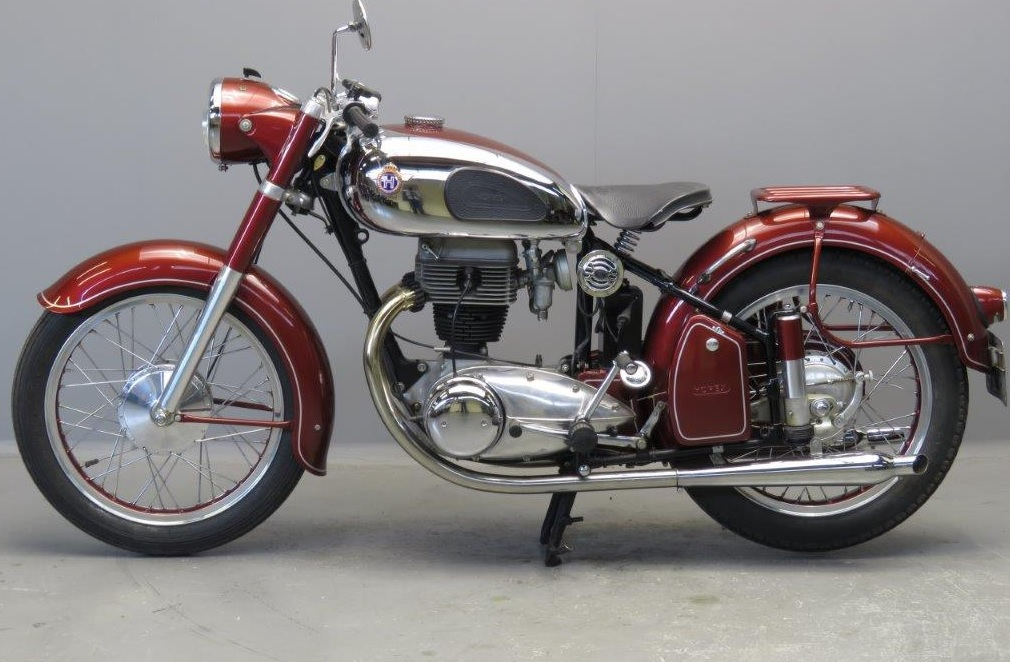
De Horex Regina was het topmodel van de Horex Fahrzeugbau AG

Met de Columbus AIM-motor en het Dolf-frame verscheen in 1924 de eerste Horex-motorfiets, de Horex AM. Fritz Kleemann had de naam van zijn motorfietsmerk Horex Fahrzeugbau AG samengesteld uit zijn woonplaats, Bad Homburg, en de weckglasfabriek van zijn vader, REX. Financieel gesteund door zijn vader kocht hij in 1925 Columbus en in 1926 was de gehele productie verhuisd naar Bad Homburg. Friedrich Kleemann besloot zijn bedrijf te verkopen aan een concurrent, de Weck-Konservenglasgesellschaft in Öfflingen. Daarmee kwam voldoende kapitaal vrij om de motorfietsproductie voort te zetten, nieuwe productiehallen te bouwen en de verhuizing uit Oberursel te betalen.
In de eerste jaren was Kleemann nog enigszins zoekende naar goede constructeurs, aanvankelijk vooral voor de frames. Hij ontsloeg Eduard Freise en huurde twee Britten in, Gregory en Robertson, die niet veel verder kwamen dan een prototype van een triporteur met een AM-frame met een 350cc-Villiers-tweetaktmotor. Al snel werd Hermann Reeb gepromoveerd tot hoofdingenieur en hij zou Horex trouw blijven tot aan de sluiting van het bedrijf in 1960.
Reeb ontwikkelde de nog door Freise ontworpen Horex T 5 en Horex T 6 door, maar kocht voor sportieve modellen Britse Sturmey-Archer-kopklepmotoren in. Toen dat vanwege importbeperkingen door de Nationaalsocialistische Duitse Arbeiderspartij niet meer mocht ontwikkelde hij zelf de tweecilinders Horex S 6 en Horex S 8 met bovenliggende nokkenassen. De Columbus-motoren, die altijd al als inbouwmotor aan andere merken waren geleverd, werden door het wegvallen van Britse merken als Sturmey-Archer, Villiers, JAP, Rudge en Blackburne nog populairder in Duitsland. In de jaren dertig ontstonden ook de 350cc-Horex S 35 en Horex SB 35. Vooral dit laatste model, ontwikkeld samen met topconstructeur Richard Küchen, was belangrijk voor het bedrijf omdat het na de Tweede Wereldoorlog voor de opstart van de productie zorgde. 

## Derde Rijk en Tweede Wereldoorlog
Fritz Kleemann was een overtuigd nazi. Al in de jaren dertig maakte hij van zijn bedrijf een nationaalsocialistische modelonderneming. Hij was lid van de NSDAP, "Obersturmführer" van de SA en ook Wehrwirtschaftsführer. Na het uitbreken van de oorlog werd de motorfietsproductie beëindigd en ging het bedrijf naast de SB 35-blokken voor Victoria ook munitie produceren. Toen steeds meer werknemers werden opgeroepen voor de dienstplicht, en ook het Volkssturmgewehr bij Horex gemaakt moest worden, werden de werknemers vervangen door dwangarbeiders, veelal vrouwen uit Oekraïne. 
Na de oorlog werd Fritz Kleemann tot drie jaar wederopbouwarbeid veroordeeld. De fabriek werd gesloten, tot op een dag Hermann Reeb thuis werd opgehaald om haar weer te openen. Het bedrijf was volledig intact en moest voor de Duitse wederopbouw onderdelen voor de verwoeste spoorlijnen gaan maken. Dat had voor een deel te maken met "Kommerzienrat" Friedrich Kleemann, die veel belangrijke contacten had, niet alleen in Bad Homburg, maar via zijn dochter ook in de Verenigde Staten. Zo duurde het niet lang tot de Amerikaanse bezetters op het idee kwamen de Horex-fabriek weer in te zetten. Directeur Fritz Kleemann zat echter in de gevangenis en daarom nam Hermann Reeb het initiatief om - nu de motorfietsproductie nog verboden was - andere middelen te bedenken om het bedrijf draaiende te houden. Hij ontwierp stationaire motoren en inbouwmotoren voor allerlei doeleinden: een dieselmotor voor een tractor, een blokje voor een tweewieltractor, een 350cc-motor voor een zelfbinder en uit de zijklepmotoren van de T 5 en de T 6 ontstonden stationaire motoren voor de bouw en het boerenbedrijf. Zo was Horex op de eerste Hannover Messe van 1947 present, kon men werkopdrachten aannemen en nieuwe producten leveren. Daarmee werd de financiële basis gelegd voor het moment dat de motorfietsproductie weer opgestart zou mogen worden.

## Jaren vijftig
Horex was in 1948 het eerste Duitse merk dat van de geallieerden weer motorfietsen groter dan 250 cc mocht maken. De productie van de SB 35 werd meteen opgestart. Met de komst van de Horex Regina-serie brak een succesvolle periode aan, die werd voltooid met de tweecilinder Horex Imperator 400 en de Horex Resident. Halverwege de jaren vijftig begon de Duitse motorfietsindustrie in te storten, door verzekeringsmaatregelen in het voordeel van de auto, die betaalbaar werd door het verschijnen van dwergauto's en goedkope modellen als de Volkswagen Kever. Ook de opkomst van de scooter was een zware klap voor de motorfietsindustrie. Zündapp schakelde over op lichte tweetaktmodellen en scooters, BMW bevroor de ontwikkeling van nieuwe modellen en Fritz Kleemann besloot in 1959 om zijn fabriek te verkopen aan Daimler-Benz. In 1960 werden de laatste Horex-motorfietsen geproduceerd. 
Fritz Kleemann was gehuwd met Käthe Schuler. Hun zoon Fritz-Lothar werd verkoopdirecteur en hun schoonzoon Wolf Fischer-Jene werd technisch directeur bij de Horex-fabriek. Zij traden beiden in dienst van Daimler-Benz. Fritz Kleemann overleed in Bad Homburg op 1 januari 1975.